# Коронейшен (остров, Западная Австралия)
Коронейшен (англ. Coronation Island), также известный как Гарлинджу (англ. Garlinju), расположен у побережья Кимберли в Западной Австралии. Он занимает площадь 3817 га (9432 акра). Он расположен недалеко от Порт-Нельсона в архипелаге Бонапарта, как часть группы островов, известных как острова Коронации, которые были названы Филлипом Паркером Кингом, первым европейцем, посетившим острова в 1820 году, после годовщины коронации Георга III, умершего в январе того же года.
Традиционными владельцами этого района является народ вунамбал, и на их языке остров называется Гарлинджу.
Залив Каренинг (Wunbung-gu) — это залив на острове, где Кинг пришвартовал свой куттер HMS Mermaid для ремонта. Находясь на острове, корабельный плотник выгравировал название корабля на дереве Боаб (известном как Бодгурри у вунамбал), которое можно увидеть и сегодня. Паркер не наблюдал ни за кем из местных жителей, но делал наблюдения в своём дневнике о других признаках жизни, которые они наблюдали. Он описал не только убежища из коры на берегу, но и более крупные и солидные постройки на вершине холма. Он также наблюдал остатки орехов саговой пальмы, которые обычно ели на побережье.
За боабом находится макассанский исламский михраб (молитвенная ниша).
Залив Каренинг находится на территории национального парка Принс-Риджент, и для посещения этого места требуется разрешение.
Из флоры, обнаруженной на острове, преобладает solanum cataphractum.